# نادي غرونوبل
نادي غرونوبل (بالفرنسية: Grenoble Foot 38)‏ نادي كرة قدم فرنسي يلعب في دوري الدرجة الأولى. تم تأسيس النادي في سنة 1892.